# 歌詞
歌詞（かし、英: lyrics）は、歌に伴う言葉のことである。
音楽においては、歌謡曲、歌曲、歌劇などの言葉・文句などを指している。その他にも、和歌に用いられている言葉のことも指すことがある。
民謡など、特定の国や地域において、主に口承によって伝わってきた伝統的な民族音楽では、歌のみで楽器は加わらないことも多い。

## 現代の音楽における歌詞

### 詞と曲の関係
歌詞が先に作られ、後からメロディ（旋律）がつけられる場合（詞先）と、旋律が先に作られて、後から歌詞が作られる場合（曲先）、あるいはその二つが複合した作られ方がある。
なお、現在のJ-POP（日本の歌謡曲）を始めとする東アジアの商業音楽においては、曲先（作曲された曲に詞を当てはめる）で作られる事が多い。これは東アジアの商業音楽業界が長いあいだ分業制であったためである（欧米のポピュラー音楽において、作曲専門で仕事をする人間はいるが、「作詞家」専門で生活できるほどの年収がある人間は稀である。これはビルボードチャートなどの9割以上の音楽が、歌唱者または作曲者が歌詞を付けていることから明白である）。しかし近年では、J-POPの世界においても過去に実績のある作詞家や、プロデューサー業務を兼ねる者をのぞいて、欧米同様の流れになりつつある。作曲のコンペティションは楽曲以外にもテレビやラジオ番組のテーマ音楽やパチンコなどを含めて多数あるが、作詞のコンペはほとんど無いといっていいほど案件が少なく、作詞家志望の新人が入り込む余地が無い。

### 節
旋律は詞よりも短く書かれることがあり、この場合、旋律は繰り返して演奏されることになる。最初に歌われる歌詞を1番、2回目に繰り返して演奏される時の歌詞を2番、次を3番、のように呼ぶのが一般的である。この「番」は「節」ともいい、複数の節がある（2番、3番などがある）ことを「有節」であるという。

### 楽譜における歌詞
楽譜にあっては、詞は音符の下、時には上に添えて書かれる。1番は2番の下にあり、2番は3番の下にある。

### 歌詞の翻訳
歌が、その歌詞の言語を知らない人の間で歌われる場合、歌詞を翻訳することがある。旋律になるべく変更を加えずに翻訳するためには、翻訳の前後で音節数やアクセントをなるべく揃えることが求められるため、散文の翻訳のようには言葉の意味を保持できない場合がある。

### 歌詞を伴わない歌
歌詞を伴わない歌をヴォカリーズ（母音唱）と呼ぶ。

## 歌詞の心理学的作用
音楽の聴取により、強い情動が喚起されることは経験的に知られていることである。ここで、多くの音楽の聴取者は音楽聴取において歌詞の意味内容を重視していること、その理由は歌詞に共感することが最も多く理由として挙げられたことを踏まえると、歌詞は音楽の聴取者に強い情動を喚起させる効果をもつことは明白である。
特に、励ましメッセージの歌詞をもつラップ曲を、インストと歌詞ありの2条件で実験した森川ら（2020）の研究によると、歌詞のある条件の方が有意に聴取者の意欲が向上していた。このことから、歌詞があることによって、少ない聴取回数でも音楽の持つメッセージや機能が伝わることが考えられる。
さらに、音楽療法の業界では同質の原理ISO PRINCIPLEという理論がある。これは、感情状態と同質の特徴をもつ音楽を聴取すると、その音楽が自分の気持ちを「表現」していると感じ、その音楽に「共感」したり、「慰め」を感じたりするというものである。ここにTransportationという理論を導入する。これらの理論を踏まえると、自分に同質な歌詞の物語が、多くの人に没入・共感体験を生じさせていることが考えられる。これが、俗にいう「刺さる」という現象を引き起こしていることは容易に想像できる。
いずれにしても、今後の研究が待たれる。

## 日本における歌詞の変遷
伝統的な日本歌曲は演劇などに付随し、歌詞内容が正確に伝わることが重視された。第二次世界大戦後に欧米風のポピュラー音楽が日本で実践される過程で変化が生じ、現在は歌詞内容の伝達を当初よりそれほど重視しなくなっているという。以下、山崎（2017）の分析である。
日本の伝統音楽は雅楽を除けば劇や物語に付随しているものが大半であり、演劇などで物語の進行を伝達する機能こそ音楽であった。そのため、歌詞の意味内容が聞き取られることが重要視されていた。ゆえに、西洋音楽の輸入時に日本と西洋の音楽は馴染みにくかった。
1950年代末から1960年代半ばにかけて欧米の曲に日本語の歌詞をつけて日本人歌手が歌う「カバーバージョン」が流行した。一方で、メロディが歌詞の言葉本来のイントネーションに従うこと、一音符一音節といったルールによって欧米の歌詞の和訳は困難であった。
その後、1970年代には音節を減らすという方法（減音節）によって母音の多さによるもたつきを解消し、音韻構造を英語に近づけた。これは日本における作詞法の基本となった。同時期に言葉本来のアクセントではなくメロディラインを重視するようになった結果アクセントからも解放された。歌詞の変化について。1970年代から、日本社会は言葉の持つ「タテマエ」に懐疑的になり、その影響を受けより個人的な感情を表す言葉を支持するようになったほか、映像作品のように情景を描く歌詞が表れ始めた。
1980年代以降の日本のポピュラー音楽は英文を用いたり歌詞に英語を織り交ぜるなど英語と日本語の利用が作詞法として一般的になり、サザンオールスターズのように語彙の本来の意味内容より音としての語感（響きやリズム）を重視するアーティストが現れ、結果としてメロディのノリを最大限に生かす作詞作曲がなされるようになった。
こうして、言葉の意味よりもメロディや調子が重視されるようになった。このことは言葉が持つ意味をあまり重視しなくなったと言い換えることもできる。
そして音楽は語彙の意味通りの明確なメッセージを聴衆に伝えるものから、歌詞、メロディ、歌手の歌声に合わせてイメージを届けるものになった。